# Roggia Mora
La Roggia Mora est un système de canalisation d'eau artificiel qui se développe entre le Piémont et la Lombardie sur une longueur d'environ 60 km dans la province de Novare et dans une partie de la Lomelline, dans la province de Pavie.
La roggia est constituée par différents canaux artificiels reliés par les voies d'eau naturelles telles que les rivières Strona di Briona, Agogna et Terdoppio.

## Parcours

### De la Sesia à l'Agogna
Sous le nom de Canale Mora, elle provient de la Sesia sur le territoire de Prato Sesia, en utilisant une partie du débit de la rivière, et se dirige vers le sud-est à travers les villes de Prato Sesia, Romagnano Sesia, Carpignano Sesia, Ghemme, Sizzano et Fara Novarese. Près de Briona, elle rejoint la rivière Strona (à partir de laquelle elle est appelée Roggia Mora - Strona) jusqu'à ce qu'elle rejoigne l'Agogna au nord-ouest de Novare, après environ 40 km. Dans ce tronçon, elle s'alimente de nombreux autres canaux, comme le Cavo Cattedrale (it) et le Cavo Dassi (it).
Le régime hydraulique de la roggia Mora, en aval de la confluence avec la Strona di Briona, est particulièrement affecté par les précipitations et leur régime torrentiel.

### De l'Agogna au Terdoppio
Après la confluence avec l'Agogna, la roggia atteint la périphérie de Novare et franchit le Canale Quintino Sella (it) par un pont-canal et continue ensuite pour rejoindre le Terdoppio.

### Du Terdoppio à l'embouchure
Au niveau de Pernate et duTerdoppio, un barrage crée un nouveau cours d'eau, qui coule vers l'est jusqu'à Trecate. À partir de là, vers le sud, elle reçoit les eaux de la Mora Camerona (dérivé du Terdoppio à Mietta di Cerano) et arrive en Lombardie, à Cassolnovo.
Sur le territoire de Vigevano, elle est divisée en plusieurs branches, dans sa traversée de la cité ducale. Quand elle rencontre le Naviglio Sforzesco (it) et atteint la frazione de Sforzesca, elle se répartit dans des fossés d'irrigation qui se jettent dans le Tessin.

## Histoire

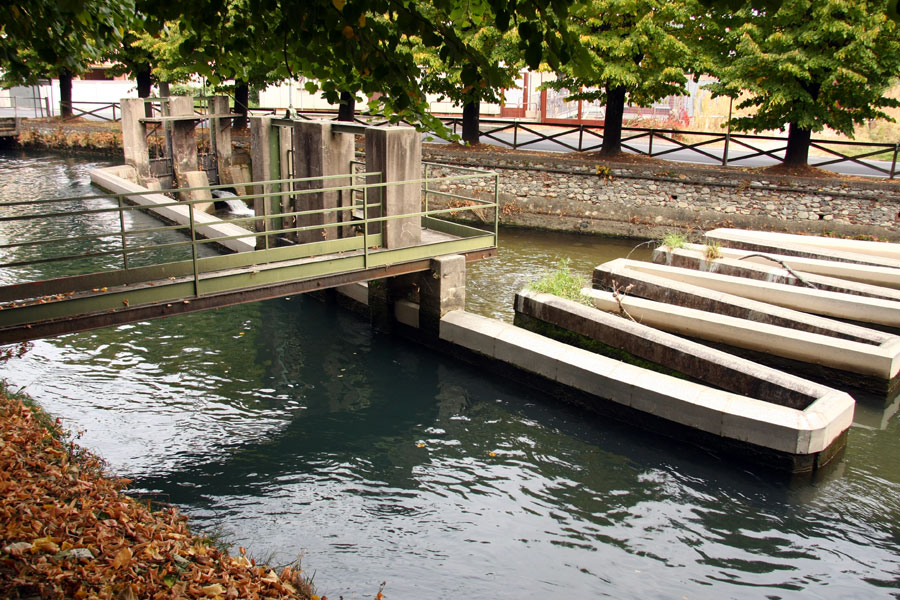
Système d'écluses à Ghemme

L'origine de la roggia Mora est très ancienne: la première section, appelée le roggia Nuova, a été construit par la ville de Novare au XIIe siècle, pour tirer profit des eaux de la rivière Sesia pour l'irrigation. Elle a officiellement pris son nom actuel à la fin du XVe siècle, quand Ludovic Sforza (dit le More) a rallongé le cours jusqu'à Vigevano. Entre 1481 et 1488 le canal a été prolongé jusqu'à l'interconnexion avec le Terdoppio.
Depuis les années 1960,  le cours originel du canal a subi une rectification, ce dernier qui a récemment atteint le tronçon de la confluence de la Strona jusqu'à l'Agogna, en effaçant presque complètement toute trace de sinuosité naturelle.

## Source de la traduction
- (it) Cet article est partiellement ou en totalité issu de l’article de Wikipédia en italien intitulé « Roggia Mora » (voir la liste des auteurs).